# 金鷹獎最佳外語片
金鷹獎最佳外國語言片（Golden Eagle Award for Best Foreign Language Film）是金鷹獎為外國語言頒發的影片，由俄羅斯國家電影藝術與科學學院頒發的獎項。
學院選出三名入圍影片。雖然很少見，但也有三個提名電影都來自同一個國家的情況。這發生在2008年和2010 年，當時所有的電影都來自美國。2002 年，該獎項的第一位獲獎者是Amélie。最近一次獲獎是在 2021年的1917。累計提名最多的國家是美國，迄今為止在57項提名中獲得38項，在19項提名中獲得13項。其他獲得多項提名的國家包括英國（12個）、法國（9個）、德國和西班牙（4個）以及中國（3個）。

## 另見
- 奥斯卡最佳國際影片獎